# Svetlana Zhúrova
Svetlana Serguéyevna Zhúrova –en ruso, Светлана Сергеевна Журова– (Pávlovo, URSS, 7 de enero de 1972) es una deportista rusa que compitió en patinaje de velocidad sobre hielo. 
Participó en cuatro Juegos Olímpicos de Invierno, entre los años 1994 y 2006, obteniendo una medalla de oro en Turín 2006, en la prueba de 500 m, el séptimo lugar en Lillehammer 1994 y el séptimo en Salt Lake City 2002, en la misma prueba.
Ganó cinco medallas en el Campeonato Mundial de Patinaje de Velocidad sobre Hielo en Distancia Individual entre los años 1996 y 2001, y una medalla de oro en el Campeonato Mundial de Patinaje de Velocidad sobre Hielo en Distancia Corta de 2006.

## Palmarés internacional
| Juegos Olímpicos                           | Juegos Olímpicos                | Juegos Olímpicos  | Juegos Olímpicos      |
| Año                                        | Lugar                           | Medalla           | Prueba                |
| ------------------------------------------ | ------------------------------- | ----------------- | --------------------- |
| 2006                                       | Turín (Italia)                  | Medalla de oro    | 500 m                 |
| Campeonato Mundial en Distancia Individual |                                 |                   |                       |
| Año                                        | Lugar                           | Medalla           | Prueba                |
| 1996                                       | Hamar (Noruega)                 | Medalla de oro    | 500 m                 |
| 1998                                       | Calgary (Canadá)                | Medalla de plata  | 500 m                 |
| 1999                                       | Heerenveen (Países Bajos)       | Medalla de plata  | 500 m                 |
| 2000                                       | Nagano (Japón)                  | Medalla de plata  | 500 m                 |
| 2001                                       | Salt Lake City (Estados Unidos) | Medalla de bronce | 500 m                 |
| Campeonato Mundial en Distancia Corta      |                                 |                   |                       |
| Año                                        | Lugar                           | Medalla           | Prueba                |
| 2006                                       | Heerenveen (Países Bajos)       | Medalla de oro    | Clasificación general |